# Johann Charpenet
Johann Charpenet, né le 3 août 1976 à Roanne (Loire), est un footballeur professionnel français. 
Il évolue au poste de défenseur (1,82 m pour 78 kg).

## Biographie
En 1991, alors joueur de l'AS Roanne, il dispute la Coupe nationale des minimes avec la sélection de la Ligue Rhône-Alpes. Parmi ses coéquipiers Cédric Bardon, qu'il retrouvera à Lyon.
Il dispute son premier match en Ligue 1, le 15 mars 1997 avec Lyon.
Il est le capitaine de l'équipe sedanaise finaliste de la Coupe de France en 2005. 
Au total, il joue 11 matchs en Ligue 1, 261 matchs en Ligue 2 et 1 match en Coupe de l'UEFA. Il dispute également 92 matchs dans les championnats espagnols (45 en Segunda División et 47 en Segunda División B).

## Carrière
- 1996-1998 :  Olympique lyonnais (7 matchs, 0 but)
- 1998-2002 :  Nîmes Olympique (137 matchs, 19 buts)
- 2002-2005 :  CS Sedan-Ardennes (72 matchs, 1 but)
- 2005-2007 :  Stade brestois (57 matchs, 3 buts)
- 2007-2008 :  Racing de Ferrol (39 matchs, 5 buts)
- 2008-décembre 2009 :  Polideportivo Ejido (47 matchs, 1 but)
- janvier 2010-2010 :  Elche CF (6 matchs, 0 but)
- 2010-2012 :  Loire Nord FC

## Palmarès
- Finaliste de la Coupe de France en 2005 avec le CS Sedan-Ardennes